# Богослав Лукић
Богослав Лукић (Добој, 20. јануар 1962 − Оџак 28. јун 1992) је био капетан Војске Републике Српске и пилот борбеног авиона.

## Биографија
Завршио је Ваздухопловну војну гимназију у Мостару и Ваздухопловну војну академију у Земунику код Задра 1984. године. У ЈНА је био пилот борбеног авиона у Ратног ваздухопловства и противваздушне одбране. У ВРС је ступио 12. маја 1992. Био је пилот борбеног авиона у Ваздухопловству и противваздушној одбрани ВРС. Током Операције Коридор 92 авион Ј-22 Орао (евиденциони број 25105) погодили су, 28. јуна 1992, припадници 108. бригаде Збора народне гарде Републике Хрватске код Оџака. Пилот Лукић је успио да се катапултира, али је погођен непријатељском ватром док се спуштао падобраном. Посмртно је, 28. јуна 1993. одликован орденом Милоша Обилића за освједочену храброст у борби.